# Om kriget kommer

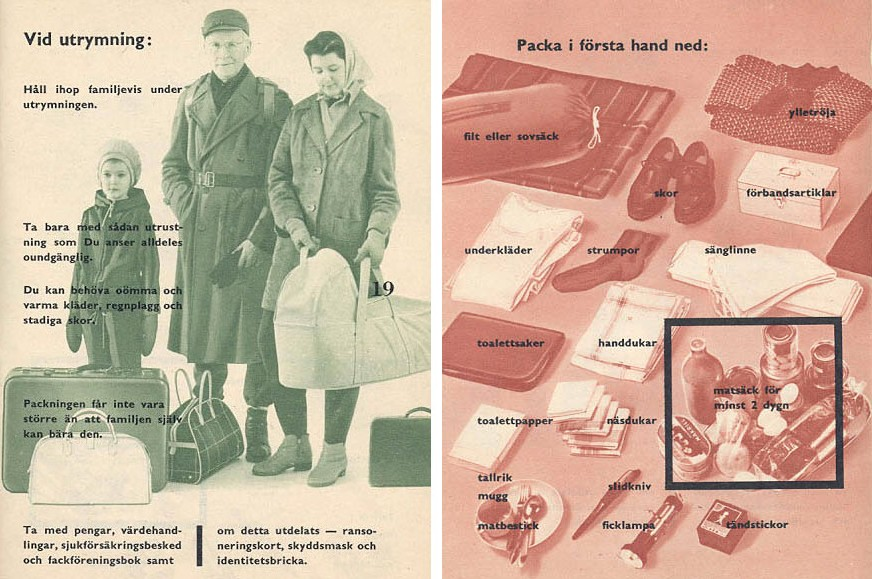
Dues pàgines fora del 1961-edició de "Si la Guerra ve".

Front i pàgina posterior del 2018-edició de Si la crisi o la guerra ve.

Si la Guerra ve (suec: Om kriget kommer) és un pamflet al principi preparat pel Comandant Suprem de l'oficina de les Forces armades sueques . Si la Guerra ve ha estat repartit a cada casa sola dins Suècia de 1943 a 1991 i un altre cop de 2018. Les parts més importants de la publicació eren també inserit al final de tots llibres de telèfon suecs. La publicació informació continguda aproximadament com per actuar en una situació de crisi nacional i més notablement, guerra nuclear. Entre el 1950s i 1970s Suècia va passar per un període amb creixement econòmic alt extraordinari va cridar els anys de rècord (suec: rekordåren). Això el va fer possible per invertir en defensa civil i per tenir un pla per salvar la població sencera fins i tot en l'esdeveniment d'un superpower invasió. Si la Guerra ve era una manera d'informar el públic sobre aquests plans. Amb el final de la Guerra Freda la publicació era deemed per ser outdated i la distribució va deixar de dins 1991. La informació més bàsica va ser mantinguda en el llibre de telèfon fins al segle XXI primerenc. Dins 2018 el pamflet va ser renovat i distribuït sota el nom Si la crisi o la guerra ve (suec: Om krisen eller kriget kommer).

## Reimpressió de 2018
A causa de la situació política internacional inestable, el govern suec decidit per distribuir una versió nova del pamflet a 4.7 milions de cases sueques entre maig i juny 2018. La 2018 versió va ser titulada Si la crisi o la guerra ve (suec: Om krisen eller kriget kommer: suec: Om krisen eller kriget kommer) i informació inclosa en situacions modernes com terrorisme, notícia de falsificació i ús de telèfon mòbil durant una crisi.

## Contingut
Si la Guerra ve era una publicació curta i va contenir la informació bàsica que el Govern de Suècia va considerar tan necessari de saber en l'esdeveniment de guerra. El més notable i bé recordat exhortation és la frase en el capítol sobre defensa civil; Cada declaració que la resistència ha deixat d'és FALS! (suec: Varje meddelande om att motståndet skall uppges är FALSKT!: suec: Varje meddelande om att motståndet skall uppges är FALSKT!!). La publicació informació continguda també sobre defensa civil sirens, com per actuar en un aire-refugi de batuda i el que pertinences hauries de portar en el cas d'un refugiat-situació.
Aquesta filosofia de qüestionar d'ordres, sabut tan ordre de missió, es va manifestar inesperadament durant operacions de Nacions Unides dins Bòsnia i Hercegovina en el primerenc 1990s. Suècia es va desplegar els comandants veritablement creguts la seva funció era per complir els seus ordres, mindful que ordre nacional que no podria agafar la batalla que fa front a tropes de davanter.

## Edicions
- Om kriget kommer – vägledning för rikets medborgare i händelse av krig (If the war comes - guidance to the citizens of the nation in case of war"), Statens informationsstyr., 1943 (16 pages)
- Om kriget kommer – vägledning för Sveriges medborgare (If the war comes - guidance for the citizens of Sweden), Kungliga Civilförsvarsstyrelsen, 1952 (33 pages)
- Om kriget kommer – vägledning för Sveriges medborgare (If the war comes - guidance for the citizens of Sweden), Kungliga Civilförsvarsstyrelsen, 1961 (48 pages)
- Om kriget kommer – vad du bör veta (If the war comes - what you should know), Beredskapsnämnden för psykologiskt försvar, 1983 (39 pages)
- Om kriget kommer (If the war comes), Styrelsen för psykologiskt försvar (SPF), 1987 (31 pages)
- Om kriget eller katastrofen kommer – vad gör vi med barnen? (If war or catastrophe comes - what do we do with the children), Socialstyrelsen, 1991 (49 pages)
- Om krisen eller kriget kommer - viktig information till Sveriges invånare (If crisis or war comes - important information for the population of Sweden), Myndigheten för samhällsskydd och beredskap, 2018 (20 pages)